# Жена художника
«Жена художника» (дат. Marie Krøyer) — датский фильм режиссёра Билле Аугуста. Премьера в Дании состоялась 15 ноября 2012 года.
Основные съёмки проходили в Скагене и Марстранде.

## Сюжет
В 1889 году датская художница Мари Трипке вышла замуж за Педера Северина Кройера, всемирно известного живописца. Они были одной из самых знаменитых семейных пар в стране, вызывая всеобщее восхищение. Выдающиеся люди времени — политики, аристократы, ученые, писатели, королевские особы — мечтали о том, чтобы П. С. Кройер написал их портреты. Для них это было большой честью. И художник за свою работу мог назначить любую цену. А Мари называли самой красивой женщиной Европы. Жизнь семьи, в которой подрастала дочь Вибеке, выглядела идеальной: творчество, высокий статус, богатство. Но за внешним благополучием скрывался настоящий ад. Кройер страдал наследственным психическим расстройством, часто впадал в депрессии. Из веселого и радостного человека он в одно мгновение мог превращаться в сумасшедшего монстра. Знакомство со шведским композитором Хуго Альвеном, которого Мари полюбила, казалось ей шагом к спасению…

## В ролях
| Актёр                  | Роль        |
| ---------------------- | ----------- |
| Биргитта Йорт Сёренсен | Мари Кройер |
| Сёрен Сэттер-Лассен    | П.С. Кройер |
| Сверрир Гуднасон       | Хуго Альвен |